# The Presidio
The Presidio (bra: Mais Forte que o Ódio; prt: A Hora dos Heróis) é um filme estadunidense de 1988, dos gêneros suspense e policial, dirigido por Peter Hyams.

## Elenco
- Sean Connery...Tenente-Coronel Alan Caldwell
- Mark Harmon...Investigador da Polícia Jay Austin
- Meg Ryan...Donna Caldwell
- Jack Warden...2º Sargento Ross Maclure
- Mark Blum...Arthur Peale
- Dana Gladstone...Coronel Paul Lawrence
- Jenette Goldstein...Patti Jean Lynch
- Marvin J. McIntyre...PM Zeke
- Don Calfa...Howard Buckely
- John DiSanti...Det. Marvin Powell
- Robert Lesser...Sgt. Mueller
- James Hooks Reynolds...George Spota
- Curtis W. Sims...Sgt. Garfield
- Rick Zumwalt...Provocador do Bar
- Rosalyn Marshall...Secretária de Lawrence